# チェスト! チェスト! チェスト!
『チェスト! チェスト! チェスト!』は、日本のロックバンド、フラワーカンパニーズの13枚目のスタジオ・アルバム。2010年11月3日、ソニー・ミュージックアソシエイテッドレコーズよりリリース。

## 概要
- オリジナルアルバムとしては前作より2年ぶりのリリース。
- アルバムタイトルは収録曲「チェスト」から（曲名の方が先に決まっていた）。タイトルを考える際、「チェスト」という単語を3つ並べたところ、字面がいいという理由で決定した[1]。
- 初回限定盤はDVD付、紙ジャケット仕様。
- 「ラララで続け!」「夏の空」の2曲はアルバム発売に先駆け、7月から着うた配信がスタートしていた。

## 収録曲
全作詞・作曲：鈴木圭介　編曲：フラワーカンパニーズ （1のみ亀田誠治）
1. 感情七号線 (5:28)
  - 本作のリードナンバー。MVも制作された。MVにはプロレスラーの高山善廣が出演している。
  - 本作で唯一、外部プロデューサーによる編曲。編曲は亀田誠治が担当した。プロデューサーの候補の中に亀田が挙げられており、鈴木がたまたま亀田を特集したテレビ番組を見ていたこと、実際に亀田とともに音楽制作を行っているスピッツからお墨付きをもらったことから亀田にプロデュースを依頼した[2]。
  - フラカンの楽曲で外部プロデュースによる楽曲は、「深夜高速 (Acoustic ver.)」（曽我部恵一プロデュース）に続く2曲目である。

Piano, Percussion: 皆川真人
Strings: 金原千恵子Strings
Manipulator: 豊田泰孝
2. 元少年の歌 (Album ver.) (4:13)
  - 21stシングル曲。アルバムのために再録したバージョン。
3. ラララで続け! (4:03) 
Hammond Organ, Piano: Dr.kyOn
Percussion: スパム春日井
Chorus: 鷹羽晴子, 勝田清子
4. 終わらないツアー (3:53) 
Manipulator: スパム春日井
5. 日々のあぶく (5:15) 
Piano, Electric Piano: 奥野真哉
6. 最低気温 (3:08) 
Percussion: ハードリカー乃木坂
7. 夏の空 (2:37) 
Percussion: ハードリカー乃木坂
8. 切符 (3:50) 
Mellotron, Organ: 奥野真哉
Chorus: オレスカバンド, 中村勉, 鷹羽晴子, 土井仁美, 勝田清子, 菊地麻由佳, 齋藤亮太, 助川卓矢, 今村恵理, 篠原理絵
9. チェスト (2:22)
10. M.R.I. (3:55) 
Percussion: 大森はじめ
Chorus: オレスカバンド, 中村勉, 鷹羽晴子, 土井仁美, 勝田清子, 菊地麻由佳, 齋藤亮太, 助川卓矢, 今村恵理, 篠原理絵
11. 雲の形 (2:51) 
Percussion: 大森はじめ
Xylophone: スパム春日井
Fender Rhodes: 奥野真哉
12. エコー(3:57) 
Mellotron, Piano, Organ: 奥野真哉
13. ペダルマシンミュージック (4:54) 
Organ: 奥野真哉
14. TEENAGE DREAM (2:18) 
Chorus: 中村勉, 齋藤亮太, 助川卓矢
15. どっち坊主大会 (3:07)
初回限定盤のみ収録。

### 初回限定盤DVD
- 特報!
- 元少年の歌 (Video Clip Short ver.)